# Terweł (wieś)
Terweł (bułg. Тервел) – wieś w Bułgarii, w obwodzie Szumen, w gminie Chitrino. W 2024 roku liczyła 294 mieszkańców.